# Hormiinae
Hormiinae (лат.) — подсемейство стебельчатобрюхих перепончатокрылых семейства браконид.

## Описание
Длина тела от 1,0 до 6,0 мм. Формула щупиков 6,4. Затылочный валик равзит. Нотаули развиты. Голова чаще поперечная. Оцеллии расположены в равностороннем треугольнике. Возвратная жилка антерофуркальная или постфуркальная. Первый тергит брюшка с чётким дорсопе.

## Экология
Эти наездники являются эндопаразитоидами личинок насекомых.

## Систематика
Иногда рассматривается в качестве трибы Hormiini в составе Exothecinae (из которого некоторые трибы выделяют в отдельные подсемейства: Lysiterminae, Pambolinae, Rhysipolinae, Hormiinae).
Austrohormiini Belokobylskij, 1989
- Allobracon Gahan, 1915 (=Leurinion Muesebeck)
- Apoavga  van Achterberg, 1995
- Austrohormius  Belokobylskij, 1989
- Avga  Nixon, 1940 (или Avgini)
- Canberria  Belokobylskij, 1991
- Hormiitis  van Achterberg, 1995
- Neptihormius  van Achterberg & Berry, 2004[7]
- Parachremylus  Granger, 1949
- Parahormius  Nixon, 1940 (или Avgini)
- Proavga  Belokobylskij, 1989
- Pseudobiosteres  Hedwig, 1961
- Pseudohormius  Tobias & Alexeev, 1967 (или Avgini)
- Tamdoana  Belokobylskij, 1989
- Xenosternum  Muesebeck, 1935

Hormiini
- Hormisca Telenga, 1941
- Hormius Nees, 1818 (=Anhormius Belokobylskij, = Hormiellus Enderlein)
  - Hormius moniliatus  (Nees, 1811)
- Indohormius Ranjith, Belokobylskij et Quicke, 2017[8]
- Monitoriella Hedqvist, 1963 (или в Doryctinae)[9][10]
  - =Apotheopius Fischer
- Taiwanhormius  Belokobylskij, 1988